# Pseudorhaphitoma tetragona
Pseudorhaphitoma tetragona é uma espécie de gastrópode do gênero Pseudorhaphitoma, pertencente a família Mangeliidae.